# Come on Home (Cyndi Lauper)
Come on Home è un singolo della cantante statunitense Cyndi Lauper, pubblicato nel 1995 ed estratto dall'album Twelve Deadly Cyns...and Then Some.

## Tracce
- 12" (USA/Europa)

1. Come On Home (Techno Vocal) - 9:03
2. Come On Home (Techno Dub) - 4:57
3. Come On Home (Jungle Dub) - 6:43
4. Come On Home (Junior's Soundfactory Mix) - 11:43
5. Come On Home (Factory Dub) (Short Version) - 3:52
6. Come On Home (Extended Club Mix) - 5:52